# Angelsächsische Schrift

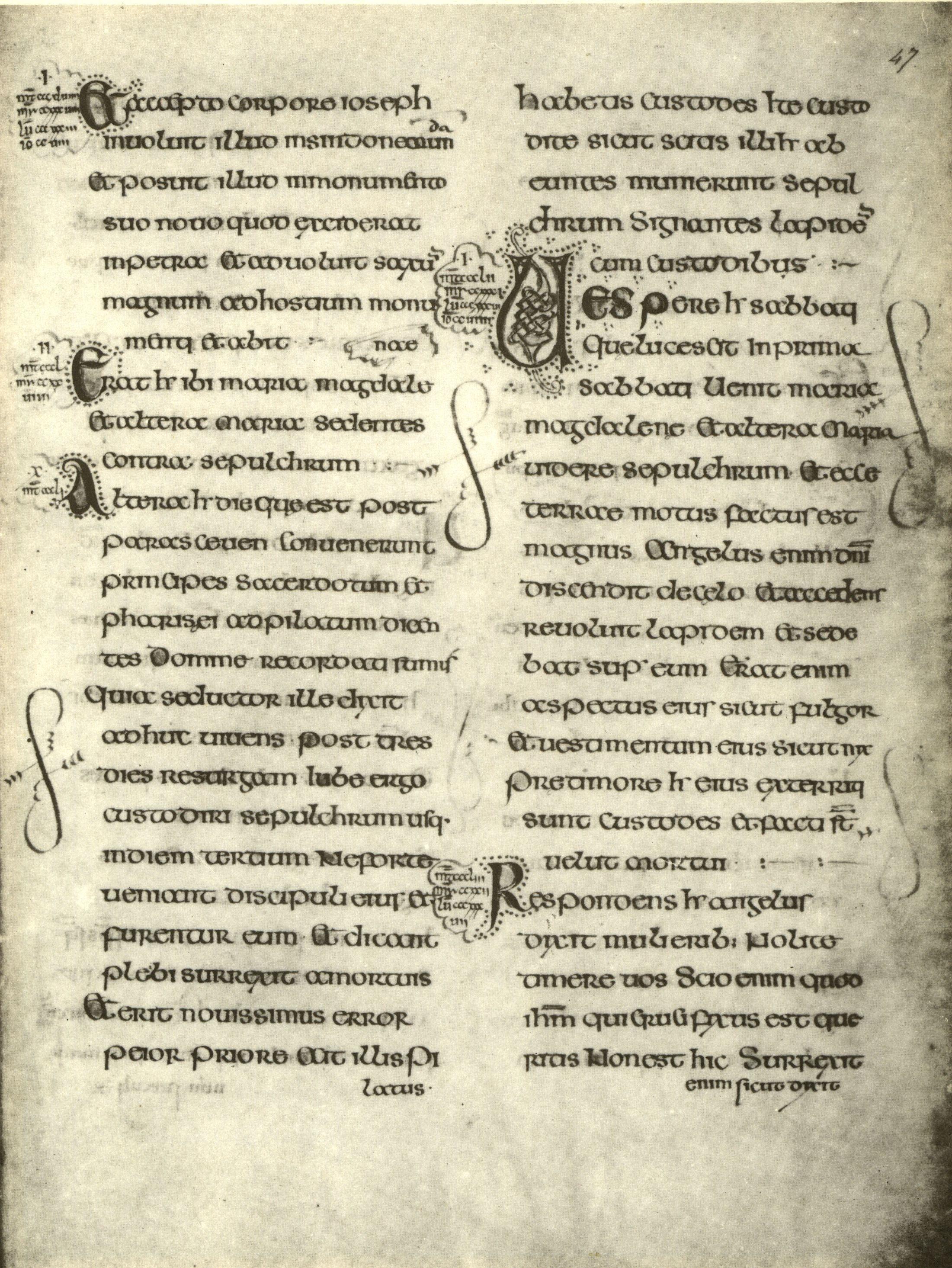
Angelsächsische Rundschrift in einer lateinischen Handschrift des Matthäus-Evangeliums, zweite Hälfte des 8. Jahrhunderts. Rom, Biblioteca Apostolica Vaticana, Barb. Lat. 570, fol. 47r

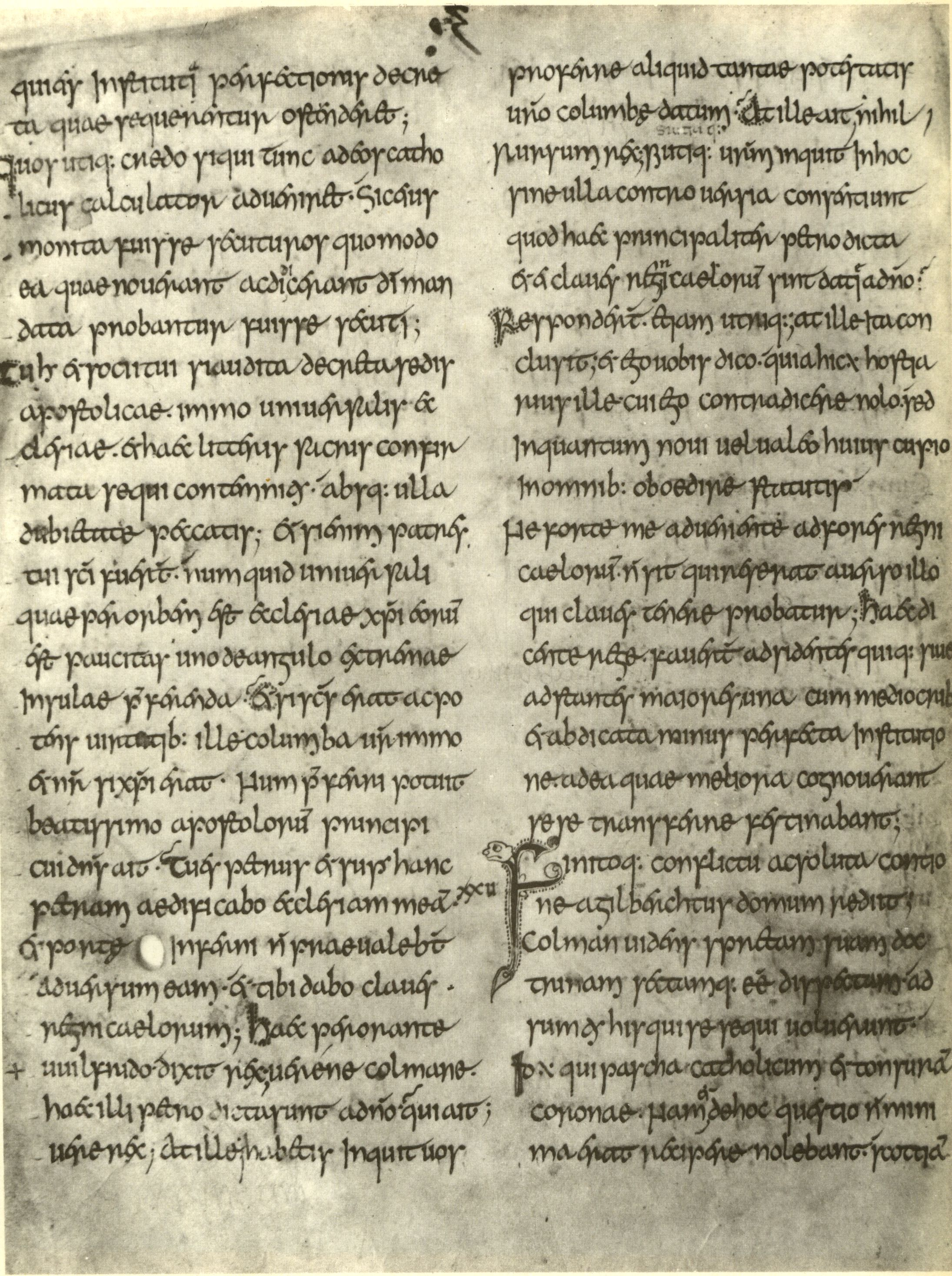
Lateinischer Text in angelsächsischer Spitzschrift des späten 8. Jahrhunderts (Beda, Historia ecclesiastica gentis Anglorum). London, British Library, Cotton Tiberius C II, fol. 87v

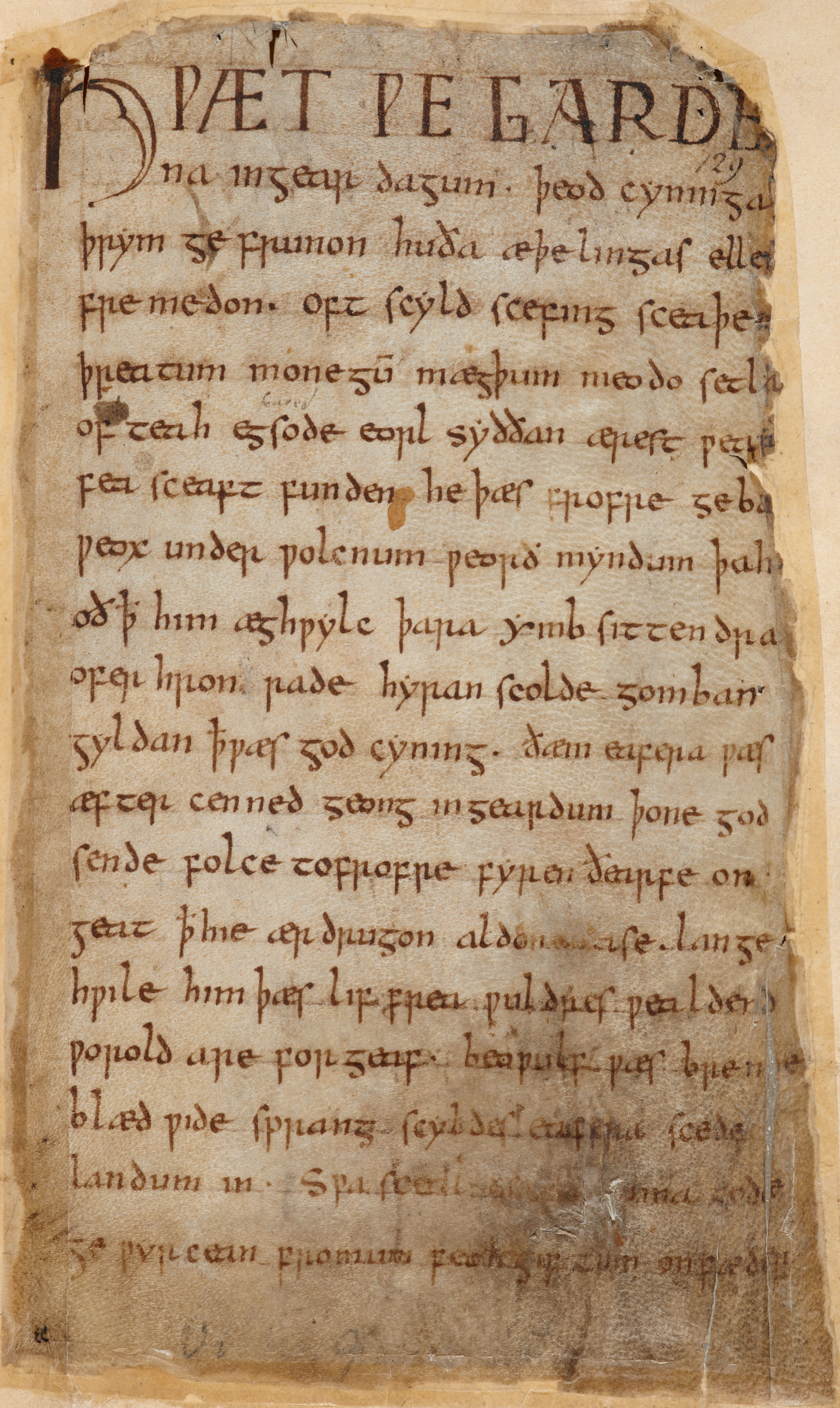
Altenglischer Text in angelsächsischer Spitzschrift des 10./11. Jahrhunderts (Beowulf). London, British Library, Cotton Vitellius A XV, fol. 132r

Die angelsächsische Schrift zählt mit der irischen Schrift und anderen keltischen Schriften zu den „insularen Schriften“, die im Frühmittelalter im insularen Raum (Britannien und Irland) geschaffen wurden und auch auf dem Kontinent Verbreitung fanden. Die älteste insulare Schrift ist die irische, deren Beginn wohl in die zweite Hälfte des 6. Jahrhunderts fällt. Aus ihr hat sich im 7. Jahrhundert die angelsächsische entwickelt. Wegen ihrer nahen Verwandtschaft sind sie nicht leicht auseinanderzuhalten.
Die Grundlage für die Entstehung der insularen Schriften bildete die kontinentale Halbunziale, eine Minuskelschrift, die für kostbare kirchliche Bücher verwendet wurde. Aus ihr entstand zuerst in Irland eine irische Halbunziale, die als „insulare Rundschrift“ bezeichnet wird, da sie vor allem durch stark ausgeprägte Rundungen charakterisiert ist. Diese gedrungene Schrift wurde in erster Linie für kalligraphisch gestaltete Prachthandschriften verwendet. Aus ihr entwickelten die Iren im 7. Jahrhundert die „Spitzschrift“ oder „insulare Minuskel“, die Platz sparte und das Schreiben erleichterte. Beide Schriften verbreiteten sich auch in Britannien einschließlich der angelsächsischen Gebiete. Die Angelsachsen wurden mit dem irischen Schriftwesen durch die irische Mission in Northumbrien ab 634 sowie durch den jahrelangen Aufenthalt vieler Angelsachsen in Irland vertraut. Es entwickelte sich eine irisch-northumbrische Kalligraphie und Buchkunst. Eine wichtige Rolle spielte dabei das Kloster Lindisfarne, ein bedeutendes Zentrum keltischer Klosterkultur im angelsächsischen Königreich Northumbrien. Dort entstand um 700 das Book of Lindisfarne, das zu den ältesten angelsächsischen Handschriften zählt. In Northumbrien wurden die beiden irischen Schriften zur angelsächsischen Rundschrift und Spitzschrift weiterentwickelt. Für altenglische Texte wurde aus dem Runenalphabet der Buchstabe wynn (ƿ) aufgenommen; das th wurde mit ð oder mit der Thorn-Rune (Þ) wiedergegeben. Von Northumbrien aus verbreitete sich die angelsächsische Schrift in den südenglischen Königreichen.
Die angelsächsischen Schreiber übernahmen die Hauptmerkmale der irischen Schriften, darunter die spachtelförmigen Schaftansätze. Die Abgrenzung der Erzeugnisse angelsächsischer und irischer Schreibschulen ist auch für geübte Paläographen schwierig. Irische Schreiber neigten eher zu eckigeren, gebrochenen Formen, englische zu runderen.
Die angelsächsische Rundschrift war eine reine Buchschrift. Ihre Blütezeit fiel ins 8. Jahrhundert, gebraucht wurde sie bis ins 10. Jahrhundert. In Rundschrift wurden prachtvolle Codices geschrieben, darunter das Evangeliar von Canterbury und der Liber vitae von Durham, ein Verbrüderungsbuch. Im 9. und 10. Jahrhundert wurde die Rundschrift von der Spitzschrift verdrängt, die sowohl für Bücher als auch für andere Zwecke – insbesondere als Urkundenschrift – verwendet wurde.
Angelsächsische Mönche, die auf dem Festland tätig waren, brachten ihre Schrift ins Fränkische Reich. In den Skriptorien der von ihnen gegründeten kontinentalen Klöster wurde die angelsächsische Schrift gepflegt. Im 8. und frühen 9. Jahrhundert erlebte sie im deutschen Sprachraum eine Blütezeit. Es wurden einheimische Schreiber ausgebildet, die sich an den insularen Mustern orientierten. Bedeutende Zentren waren das 698 von dem northumbrischen Missionar Willibrord gegründete Kloster Echternach und das 744 im Auftrag des Bonifatius gegründete Kloster Fulda. Im Lauf des 9. Jahrhunderts wurde die angelsächsische Schrift jedoch zurückgedrängt und schließlich überall von der karolingischen Minuskel abgelöst. Am längsten hielt sie sich in Fulda, das ab etwa 820 ihr letzter Stützpunkt war. In der zweiten Hälfte des 9. Jahrhunderts starb sie auch dort aus.
In England nahm ab dem 10. Jahrhundert kontinentaler Einfluss zu, wobei cluniazensische Mönche vom Festland eine wichtige Rolle spielten. Die angelsächsische Schrift nahm kontinentale Elemente auf. Für lateinische Texte setzte sich die karolingische Minuskel durch, in englischen Texten hingegen konnte sich die angelsächsische Schrift noch lange behaupten.